# 林忌
林忌，是一位香港次文化創作者，曾為《蘋果日報》專欄作家。林忌曾於2007年出版《潮童不宜》一書，於《蘋果日報》、《AM730》、台灣的《自由時報》、自由亞洲電台寫作，另外曾二次創作《福佳始終有你》等影片，政治上取向支持泛民主派， 同時與毛孟靜等人組成自治派政團香港本土。
林忌评论法轮功與「青关会」在香港街頭發生的事件為香港人治取代法治而陷白色恐怖徵兆
林忌於2007年5月改編香港特別行政區成立10週年紀念主題曲《始終有你》的歌詞，名為《福佳始終有你》，並製成MV在網上發放，因而聲名大噪。林忌更在2007年7月出版新書《潮童不宜》。
2007年6月，林忌因為不滿《壹週刊》的報導指他「發神經」，便於其博客內暗指《壹週刊》「樹大有枯枝，族大有乞兒」、是香港傳媒害群之馬；之後《蘋果日報》李八方作出還擊，黃世澤亦加入罵戰。
在2013年7月24日開始，林忌連同周澄及黎則奮，逢星期三及四主持D100網台節目《怒漢QK》，連同黃世澤主持D100網台節目《維多利亞講》。

## 2012年行政長官選舉
2012年3月25日乃2012年行政長官選舉投票日，結果梁振英勝出。梁振英當選後大約3小時，林忌在其facebook帳戶張貼一幅與「香港熄燈」有關的圖片（圖中為香港夜景），並留言「最後的燈熄滅了，The Death of Hong Kong（1841-2012）」，不久後卻被封禁。林忌指出懷疑有人利用分身進行「集體投訴」攻擊，令facebook以為他的圖片含有令人反感的內容。他亦指出近5至6年來由網誌到facebook都未曾發生上述情形，令人擔心言論自由會否在梁振英上台後大幅收窄。高登討論區的網民得知後都表示很不安，亦有網民在facebook轉發該圖片以示不滿。傳媒亦有報道。

## Facebook帳戶被封鎖
2012年8月29日，林忌疑因分享蕭若元（2012年立法會選舉香港島選區候選人）持有的「3D數碼娛樂」（已除牌，前上市代碼8078）與中國社會科學院合作搞3D電影技術，被封鎖帳戶二十四小時，林忌懷疑被蕭若元支持者「Terry Cheung」等人集體舉報而被封鎖帳戶。

## 外部連結
- 每日一膠．荒謬的香港 (林忌個人網誌) （页面存档备份，存于）